# Ratifica (ordinamento civile italiano)
La ratifica è un negozio unilaterale e recettivo con cui il rappresentato conferisce efficacia al negozio giuridico compiuto precedentemente in suo nome dal rappresentante, senza che questi ne avesse il potere (art. 1399 c.c.).

## Ratio
Tale istituto giuridico nasce per supplire ad un negozio giuridico contratto dal rappresentante, in nome e per conto del rappresentato, senza averne i poteri o eccedendo i limiti delle facoltà conferitegli (art. 1398 c.c.)

## Forma ed effetti
La ratifica deve rivestire la stessa forma prescritta dalla legge per la stipulazione del negozio giuridico delegato.
La ratifica ha effetto retroattivo, ma sono salvi i diritti acquisiti dai terzi.